# Пиндайя
Пиндайя — небольшой город на юго-западе штата Шан в составе Мьянмы.
Город знаменит пещерами Пиндайя — местом паломничества буддистов тхеравады и святым местом шанов. Внутри пещер находится около 8000 статуй Будды. К востоку от входа в пещеры находится большая пагода Шве У Мин высотой 15 м, которую поставил в 1100 царь Алаунситху.
Шанцы, опасаясь вторжения бирманской армии, собрали всех будд в этой пещере.
К пещере поднимаются со всех сторон крытые лестничные галереи. Перед входом в пещеру — зал, украшенный астрологическими мандалами. В первом зале после входа в пещеру стоит золотая ступа и множество золотых будд вокруг. В глубине — лабиринт между тысячами каменных будд. Ещё глубже идет вереница залов со сталактитами, пещерными озёрами, и подсвеченными буддийскими алтарями.
Существует легенда о том, что однажды гигантский паук захватил семь принцесс и спрятал их в пещере. Принцессы были спасены принцем Куммабайя, который убил паука стрелой из лука. В память об этой легенде у входа в лестничные галереи, ведущие в пещеру, установлены статуи паука и принца, целящегося в него из лука.

## Галерея

Пещеры Пиндайя
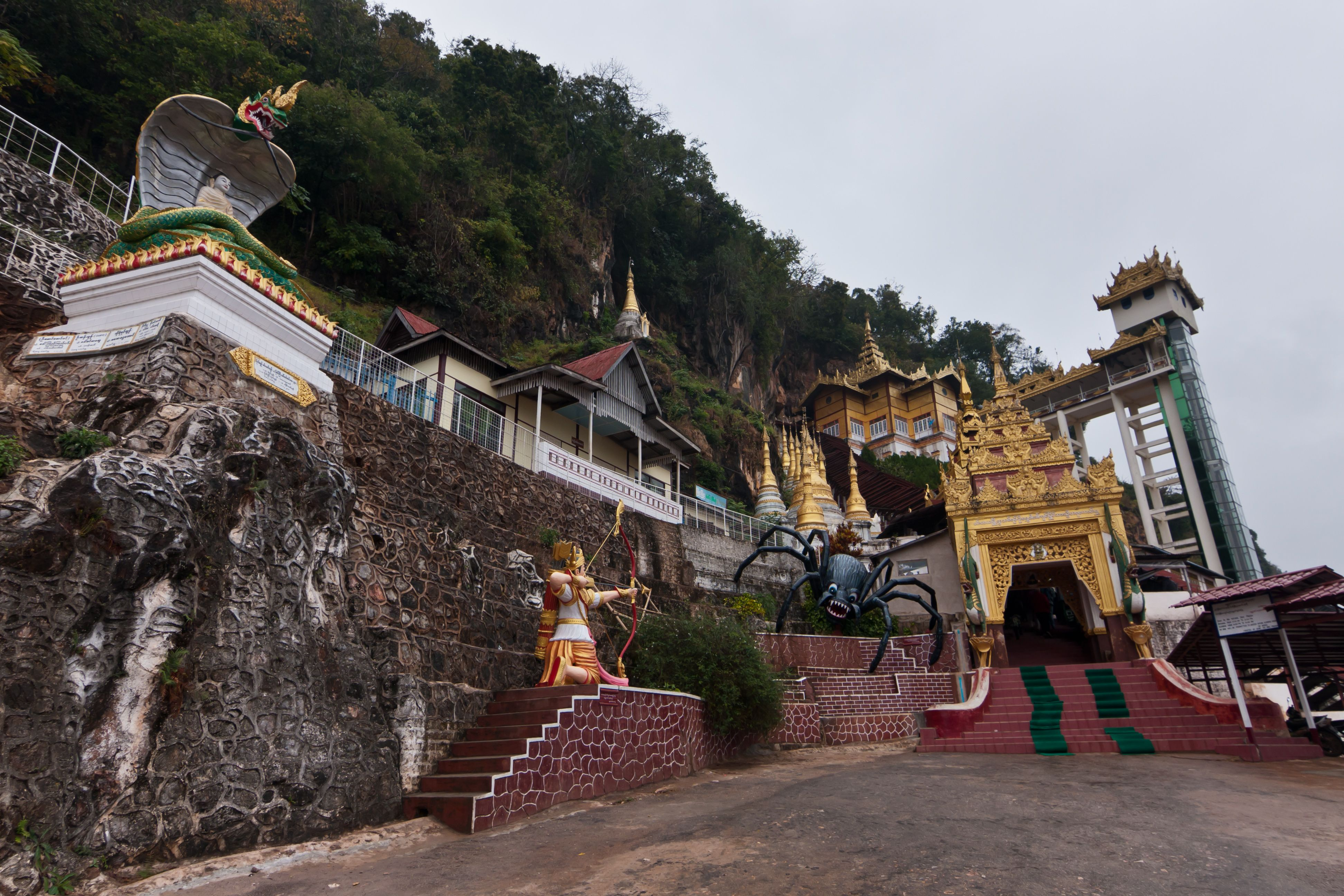
Вход в пещеры Пиндайя
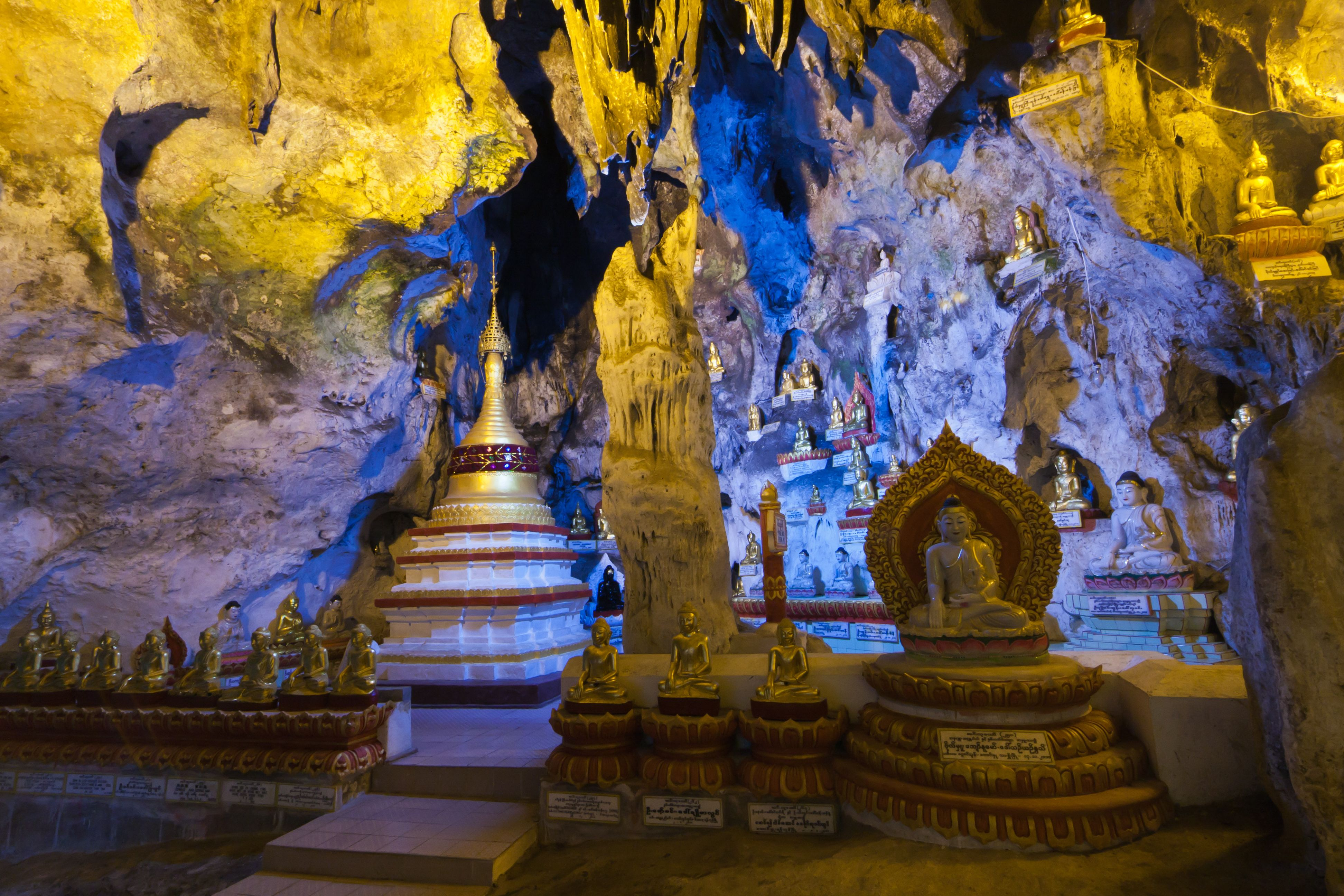
Внутри пещер
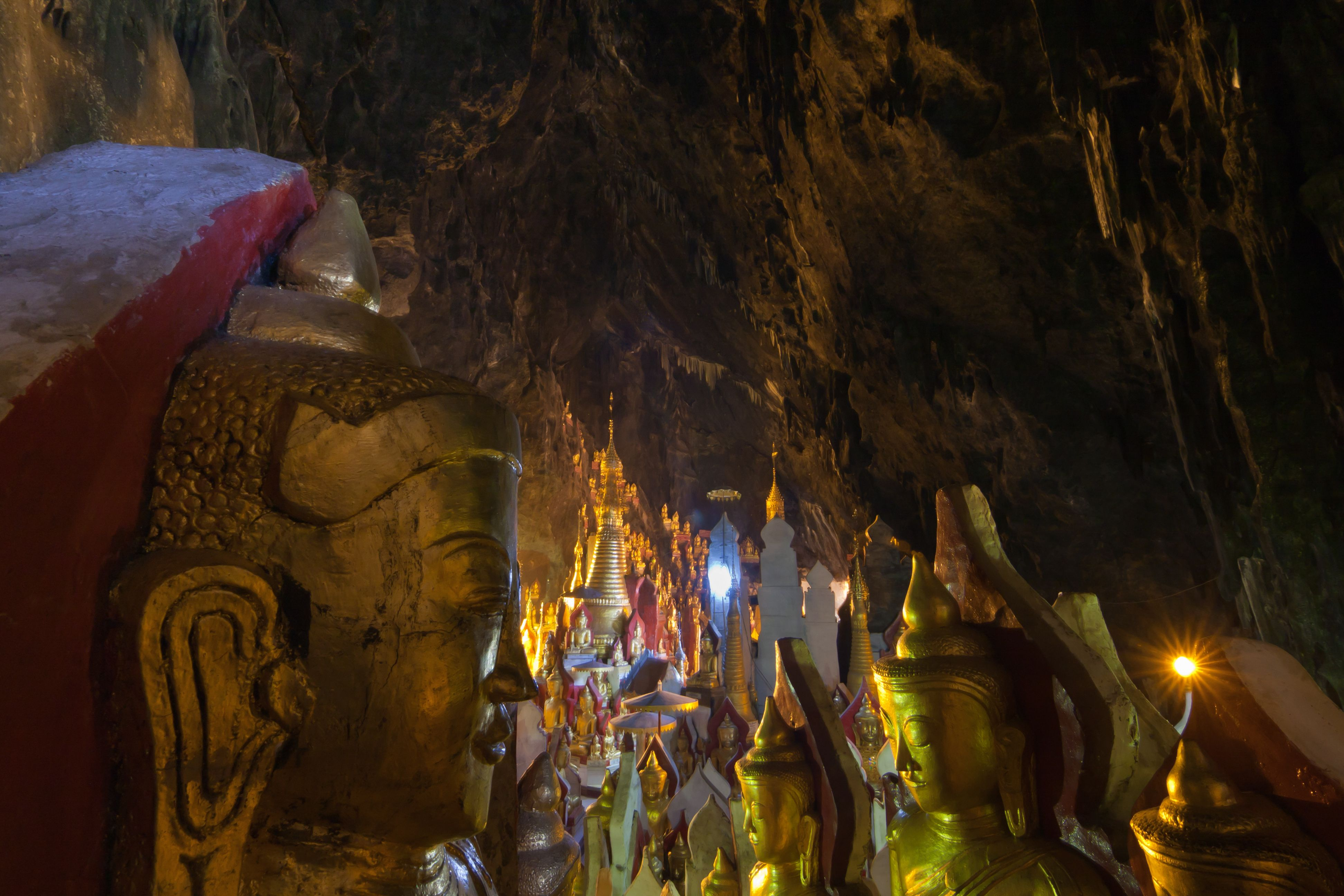
Внутри пещер